# Claudia Ruffo
Claudia Ruffo (Napoli, 24 maggio 1980) è un'attrice italiana.

## Biografia
Debutta giovanissima nella soap opera Un posto al sole, in cui è presente, con il ruolo di Angela Poggi, dal 1996 al 2005. Abbandonata la soap, dopo nove anni e 2040 puntate, entra nel cast della serie TV Orgoglio capitolo terzo, in cui interpreta il ruolo di Celeste Dubois. La serie in tredici puntate, girata nel 2005 con la regia di Giorgio Serafini e Vincenzo Verdecchi, è andata in onda dal 29 gennaio 2006 su Rai 1.
Nel 2006 interpreta il ruolo di Daria nel cortometraggio Due, sceneggiatura e regia di John Sparano. L'anno successivo è Sara Polimenti nella seconda stagione della serie TV Gente di mare, regia di Andrea Costantini e Giorgio Serafini.
Nel 2010 torna a rivestire i panni di Angela Poggi in Un posto al sole, rimanendovi fino al 2023, anno in cui ha abbandonato nuovamente la soap.
Nel 2011 partecipa al film Tatanka, ispirato a un racconto di Roberto Saviano, nel ruolo di Luisella. Nel 2014 dà vita al personaggio di Silvia Maccari nella seconda stagione della fiction di Rai 1 Il restauratore.

## Filmografia

### Cinema
- Animanera, regia di Raffaele Verzillo (2008)
- Ce n'è per tutti, regia di Luciano Melchionna (2008)
- Tatanka, regia di Giuseppe Gagliardi (2011)

### Televisione
- Un posto al sole – soap opera ,  registi Vari (1996-2005, 2006-2007, 2010-2023)
- Orgoglio Capitolo Terzo – serie TV,  regia di Vittorio de  Sisti  e  Giorgio Serafini 14 episodi (2006)
- Gente di mare 2 – serie TV,  regia di Andrea Costantini e Giorgio Serafini  (2007)
- Il restauratore  2 – serie TV, regia di Enrico Oldoini  16 episodi  (2014)
- Pietrelcina come Betlemme, regia di Francesco Testi – docufilm (2015)
- Mina Settembre – regia di Tiziana Aristarco  serie TV (2021

### Cortometraggi
- Due, regia di John Sparano (2006)